# Cozy Little Christmas
"Cozy Little Christmas" é uma canção da cantora norte-americana Katy Perry. O seu lançamento ocorreu a 15 de novembro de 2018, através da Capitol Records, exclusivamente no serviço Amazon Music. O tema foi composto e produzido pela própria Katy com o auxílio de Greg Wells e Ferras Alqaisi. A música vendeu mais de 100 mil copias no mundo todo só sendo disponibilizada na Amazon.

## Receção pela crítica
Mike Wass, do sítio on-line Idolator, escreveu que a canção era "bonitinha, cativante e totalmente adorável", classificando-a de "tão irreverente e divertida como seria de esperar". Marina Pedrosa, da  revista Billboard, considerou que "os vocais de Perry estão sempre aveludados enquanto canta a passagens festivas: "Apenas eu e tu/ Debaixo da árvore/ Um pequeno e aconchegante Natal aqui contigo".
Zac Gelfand, do Consequence of Sound, afirmou que a música é "uma canção de amor festiva e simples, servindo de trégua depois de vários meses difíceis". A colaboradora da MTV News Madeline Roth adjetivou o trabalho como "borbulhante, poderoso e aconchegante", finalizando com a ressalva que "esta melodia festiva será um prazer para todos".

## Faixas e formatos
| Descarga digital |                         |         |  |
| N.º              | Título                  | Duração |  |
| 1.               | "Cozy Little Christmas" | 3:02    |  |

## Desempenho comercial
Nos Estados Unidos, "Cozy Little Christmas" atingiu o topo da tabela musical Billboard Adult Contemporary, tornando-se a terceira faixa de Perry a chegar nesta posição desde "Roar" em 2013. Semanas depois a faixa atingiu a posição 53 na principal parada de singles americanos.

### Posições nas tabelas musicais
| Tabela musical (2018)                         | Melhor posição |
| --------------------------------------------- | -------------- |
| Estados Unidos - Billboard Hot 100            | 53             |
| Estados Unidos - Billboard Adult Contemporary | 1              |
| Estados Unidos - Billboard Holiday 100        | 30             |
| Reino Unido - UK Singles Chart                | 23             |